# Гайдамаки (гурт)
«Гайдамаки» — український рок-гурт, що виник 1991 року під назвою «Актус». Стиль гурту поєднує рок, даб, панк і ска, українську та балканську фолк-музику.
Колектив багато гастролює Європою (Німеччина, Швейцарія, Польща, Нідерланди, Австрія, Чехія, Естонія, Норвегія, Литва, Угорщина, Румунія, Швеція, Італія, Росія, США та Канада), брав участь у фестивалях «Lowlands», «Sziget», «Volt», «Mundial», «Toronto Bloor», «Przystanek Woodstock».
«Гайдамаки» — власники двох «золотих дисків» за продажі за кордоном (спільний проєкт-бестселер з легендою польської музики «Voo Voo» та за спільний проєкт з Анджеєм Стасюком), номінації на премію «Fryderyc Awards», лауреати премії «Wirtualne Gesle», представники потужного світового лейбла ЕМІ, учасники проєктів Еміра Кустуріци і Губерта фон Гойзерна.

## Історія
Гурт заснувала на початку 1990-х років група київських студентів КПІ. 7 лютого 1991 року учасники двох команд утворили новий гурт — «Кактус» без першої літери — друге ім'я співака і поета, який створив гурт, Вадима Пруднікова. Вже через півтора місяці відбулися перші концерти. Першу поп-блюзову програму «Мы — есть» тоді створювали Владислав Гримальський (клавішні, музика), Руслан Оврас (барабани), Дмитро Шалімов (гітара, музика), Андрій Різоль (труба, директор гурту), Максим Степанов (флейта), Юрій Кондратьєв (гітара) і Костянтин Сандалов (бас). Підсумок 1991 року — перший альбом «Мы есть» на тексти яскравої особистості і енергетичного центру «Актуса» тих часів Вадима Пруднікова. Перший рік виявився найважчим в історії «Актуса». Рішучі дії та натхненна творчість до кінця 1991-го змінюються важкою депресією музикантів. Андрій Різоль взявся за організаційну роботу та оздоровлення психологічного клімату в гурті. «Актус» став відроджуватися.
У 1992 році вийшла друком збірка творів Вадима Пруднікова, яка миттєво розійшлася. На вірші з цього посмертного видання записаний другий альбом «По первому снегу» («По белому снегу»), який записувався з новим вокалістом Дмитром Мельниченком та басистом Володимиром Шерстюком — «Актус» тоді захоплювався класичним артроком. Знятий перший випуск телепрограми «Музика нових ідей». Починаються концерти: виступи на днях факультетів київського політеху, на численних відкриттях клубів у різних містах України, в тому числі і двох київських; участь у фестивалі «Кастайський ключ» в Сумах та ін.
1993 рік ознаменований переходом до музики незалежного напрямку. В лютому 1993 року «Актус» знову змінює стиль, причиною тому новий вокаліст Олександр Ярмола — він пише музику і тексти, і досить швидко стає лідером гурту. Відпали обмеження в мові: в програмі з'явилися пісні українською, німецькою, англійською, французькою мовами і навіть ідиш. Поворот до світового фолку зафіксовано в семимовній програмі «Фрески ускользающего мира». «Актус» заявив про себе на фестивалях «Музичний сендвіч» в Кривому Розі, «Червона рута» в Донецьку, до того ж — серії концертів у КПІ, фортеці-музеї «Київська фортеця» («Косий капонір»), санкт-петербурзьких клубах. Звернула на себе увагу акція для позбавлених волі, на відеоматеріали з якої спирається фільм «Концерт в Лук'янівській в'язниці». Крім того, створені чотири кліпи і телепрограма «Музична канцелярія», записаний міні-аудіо-альбом «Путь в Шамболу». «Актус» звертає на себе увагу не тільки любителів незалежної музики. Розширюється коло ЗМІ, які на своїх каналах використовують записи гурту. 1995 року до УТ-3, Ютар, ТЕТ-А-ТЕТ, радіо «Промінь», ВВС, Радіо «Рокс», Радіо Свобода, російських радіостанцій «Катюша» і «Поліс» приєднуються УТ-1, УТ-2, ТРК «Золоті Ворота», Студія Табачук та ін. На той час Шалімова на гітарі замінив Богдан Гловацький (грав у проєктах «Кіжё» та «Свіфт»). Влітку 1995 року «Актус» став лауреатом фестивалю «Червона рута» — 2 місце. Наприкінці літа «Актус» брав участь у московській акції до Дня незалежності «Андріївський узвіз на старому Арбаті», разом з київським гуртом «Раббота Хо» грав у концерті, присвяченому пам'яті Вадима Пруднікова в київському клубі «Барви». У вересні 1995 — виступи в національному телефестивалі «Нові зірки старого року» і в заключному концерті львівського фестивалю незалежної музики «Альтернатива». А найпрестижнішим у цьому ряду був сольний концерт «Актуса» в рамках першої Міжнародної музичної ярмарки. До чотирьох аудіоальбомів додався ще один. На закінчення 1995 року команда записала аудіоальбом «Мені розкаже вранішня роса». 1995 року експерти визнали «Актус» «найбільш екзотичною формацією в Україні, з нетрадиційним звучанням незалежного напрямку в поєднанні з яскравим динамічним шоу».
Через рік побачив світ збірний альбом гурту «Гітари, серця, гранати» (записи 1994-96 років), тиражований МО «Гарба». З 1996 року до них долучається акордеоніст з консерваторською освітою Іван Леньо і звучання гурту вчергове змінюється. В 1998-му «Актус» записав у Варшаві альбом «No One Comprehends» — касету випустив місцевий лейбл «КОКА». Навесні 2001-го музиканти змінили назву гурту з «Актус» на «Гайдамаки» і розпочали записувати альбом з робочою назвою «Karpaten-Ska» (за назвою стилю в якому вони грали).
За роки існування гурту стиль та звучання багато разів трансформувався від ритм-н-блюзу, індепендент і пост-панку до реґі, фанку та ска. Внаслідок постійних пошуків сформувався новий оригінальний стиль — козак-рок, що являє собою гармонійне поєднання української автентики та різноманітних roots-впливів (від ямайського ска до циганської мелодики).

### Трансформація
За роки мандрівок гастрольними трасами Європи (Польща, Німеччина, Словаччина, Чехія, Нідерланди, Франція, Італія та Росія), Гайдамаки своїми яскравими, експресивними виступами здобули популярність серед прогресивної молоді. Після одного з концертів гурт отримав вигідну пропозицію щодо співпраці від міжнародного музичного лейблу EMI. У вересні 2001 року між Гайдамаками та українським представництвом ЕМІ — COMP music було підписано довгостроковий контракт. Таким чином, Гайдамаки стали першим українським гуртом, з якими компанія ЕМІ уклала угоду. Дебютний альбом колективу на COMP/ЕМІ побачив світ у грудні 2001 року. Декілька європейських фонографічних лейблів отримали ліцензії на реліз цього альбому, зокрема, «Hemisphere» (Велика Британія), EMI Music Czech Rep. (Чехія), EMI Slovak Licensee, GALA Records/EMI (Росія).
Презентація дебютного диску відбулася 16 січня 2002 року в київському клубі «ОстаNNя барикада». У записі Гайдамаків брали участь цимбаліст Віталій Панцьо та кобзар Тарас Компаніченко, трубач Євген Гориславський та лірник Олексій Кабанов. У серпні 2002 року побачив світ перший відеокліп на трек «Полісся», знятий кліпмейкером Віктором Придуваловим.

### «Богуслав» (2004)

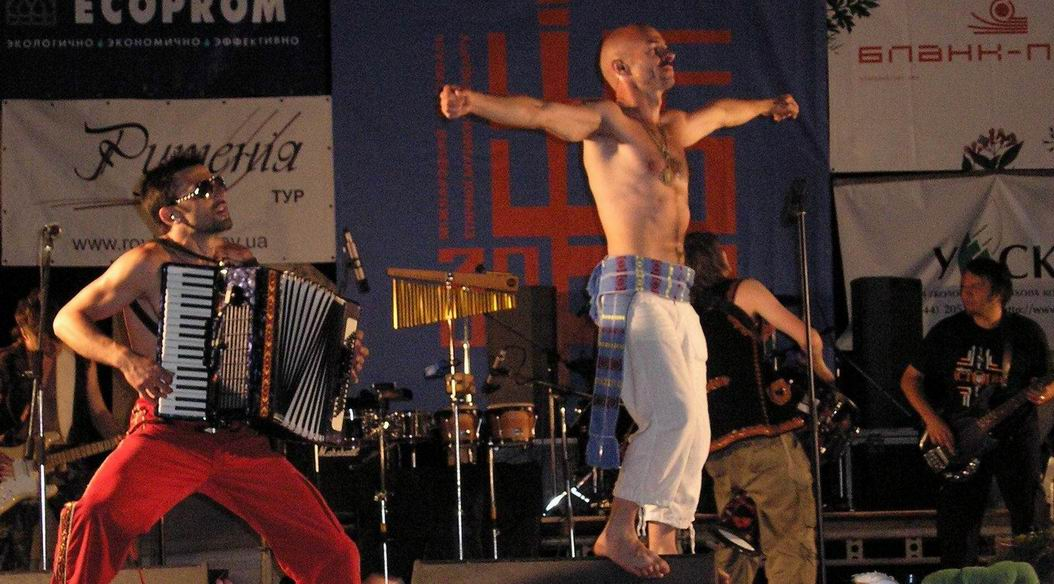

В той же час ішла робота над другим альбомом. У записі пісні Легенда брав участь бандурист Роман Гриньків. Також у записі альбому узяв участь бандурист-гітарист Юрій Фединський та хор «Божичі» (бек-вокал). Богуслав вийшов у квітні 2004 року. За кілька місяців режисер Олесь Санін створив відео на пісню, що дала назву альбому.
2004 року відбувся тур Словаччиною (з гуртом Asian Dub Foundation), Чехією, Румунією та Естонією, участь у фестивалі Orkiestra Swjatecznej Pomocy (2004, Стальова Воля, Варшава, Польща), у вітчизняних фестивалях Шешори, Мазепа-Фест, Рок-Екзистенція. Восени на зміну тромбоністу Руслану Трочинському і даб-майстру Владу Гримальському до гурту прийшли перкусійник Сергій Браварнюк і трубач Євген Дідик. Під час Помаранчевої революції «Гайдамаки» виступали на Майдані Незалежності.
2005 рік колектив розпочав насиченим туром Польщею, де музиканти зіграли понад 30 концертів, 12 із яких — у січні. «Гайдамаки» виступили на сцені Країни Мрій (2005, Київ, Україна) та інших українських фестивалів. Були хедлайнерами фолькової сцени фестивалю Przystanek Woodstock (2005, Костшин-над-Одрою, Польща). Гурт було номінувано на премію Woodstock у конкурсі Plebiscyt Zlotego Baczka.

### «Перверзія» (2005)
Записана у розпал Помаранчевої революції пісня Листопад започаткувала третій альбом гурту — «Перверзія», що побачив світ рівно через рік. Альбом було названо за однойменним романом Юрія Андруховича й присвячено письменнику.
У записі альбому взяли участь скрипаль Василь Гекер, Юрій Барбенюк, цимбалісти Іван Кавацюк та Володимир Польовчик. Уже за місяць у січні 2006 «Гайдамаки» підписали контракт із німецьким рекордингом EastBlock Music і новий альбом було перевидано в Німеччині під назвою «Ukraine Calling».
Цей реліз став знаковим для гурту. Популярність «Гайдамаків» у Європі почала зростати. Завдяки співпраці з концертною агенцією Agents4music, а пізніше La Candella один за одним ішли перші тривалі тури, презентації та інтерв'ю на серйозних європейських телеканалах. За декілька тижнів після виходу альбому гурт опинився на сьомому місці європейського хіт-параду співів світу World Musics Chart Europe. Тим часом пісня З-за нашов стодолов потрапила до плей-лісту Charley Gillett — одного з ключових радіо-ведучих та ведучих BBC у царині world music. Його програма The Sound of the World транслюється в усьому світі. В жовтні 2006 року завдяки[джерело?] «Ukraine Calling» німецький лейбл EastBlok Music увійшов у двадцятку найкращих лейблів світу Top Label Award winners for 2006 за версією найбільшої міжнародної музичної експозиції WOMEX. На церемонії нагородження у Севільї були присутні і самі творці високо оціненого продукту.
Протягом 2007 року крім сольних концертів в Україні та інших країнах Європи гурт виступив на фестивалях Amsterdam Roots Fest (Амстердам, Нідерланди), Mundial (Тілбург, Нідерланди), Musicas do Mundo (Сінеш, Португалія), на концертах великої культурної експедиції Linz Europe Tour (Ізмаїл-Вилково, Україна) засновника альпійського року Губерта фон Гойзерна у рамках проєкту ЄС The European Capital of Culture. Того ж року гурт відзняв два відео до пісень Кохання та Божественна тромпіта з режисером Тарасом Химичем.

### «Кобзар» (2008)
Наступний альбом «Кобзар» було записано в Карпатах за участі Цезарія Боровського (DR-Studio), Mario Aktivator та Jarek Smok (AS One). Випуск альбому відбувся навесні 2008; сам альбом поєднав у собі реп, рок, даб, реґі, ска та багате автентичне звучання бандури Івана Ткаленка, авторську лірику та козацькі пісні, спів донечки Івана Леньо в Маланці та соціально-політичний дух Message.
Саме на Message під час запису на DR-Studio з лідером поляків Pidżama Porno Кшиштофом Ґрабовським та альтернативним дуетом Reggaenerator і Pablopavo з гурту Vavamuffin було створено атмосферне відео за задумом Тараса Химича. Пізніше народилося ще три відеороботи: Чотири двори режисера Антона Комяхова, Роса та Ефір Віктора Придувалова. Анімаційний фільм на пісню Маланка виробництва керівника дитячої студії «Червоний собака» Сергія Мельниченка було визнаний найкращим у номінації Конкурс талантів Мініаніма українського кінофестивалю Відкрита ніч, Дубль 12 та власником нагороди глядацьких симпатій ІІІ Міжнародного фестивалю незалежного кіно КіноЛев 2008.
Тур на підтримку «Кобзаря» Західною Європою охопив 8 країн: Бельгію, Польщу, Австрію, Швейцарію, Нідерланди, сім концертів у Німеччині, перші концерти у Швеції та Данії. Після українського релізу альбом презентували у Берліні на лейблі EastBlock Music. Кобзар — це наші думи і наші оповідання, про наше життя. Воно таке саме подорожуюче і таке саме незахищене ніким крім власних ангелів, як і в пересічного українського кобзаря часів Гайдамаччини, — прокоментував альбом Олександр Ярмола. Завершив європейський тур сольний концерт «Гайдамаків» у Міжнародному Центрі Культури та Мистецтв (Київ, Україна) 7 березня 2008 року. Журналісти міжнародного музичного журналу B EAST Mag та франко-німецької телекомпанії ARTE, що транслює передачі про яскраві явища у сфері культури та мистецтва на території усієї Європи, спеціально приїхали в Україну, аби стати свідками цієї події.
Концерт став важливою культурною подією. Того вечора «Гайдамаки» створили прецедент — вперше український гурт з-за меж масової культури спричинив подібний ажіотаж. Про подію розповіли всі провідні вітчизняні мас-медіа. За словами українських музикантів, відбувся поштовх, що вивів музику такого ґатунку на новий рівень сприйняття як слухачами, так і самими музикантами.

### «Lowland» та «Voo Voo» (2009)
Концертуючи Європою, «Гайдамаки» стали хедлайнером грандіозного музичного дійства Ander Art (2008, Мюнхен, Німеччина), хедлайнером дня на одному з масштабних клубних фестивалів Угорщини — Hangfoglalas Soundquest Festival (2008, Будапешт, Угорщина). Гурт виступив на Lowlands (2008, Біддінхайзен, Голландія) — одному з 10 найбільших фестивалів світу. Пізніше, у жовтні, «Гайдамаки» закривали кожен із 10 днів Українського Тижня (2008, Rust, Німеччина) — фестивалю української культури у найбільшому європейському парку розваг Europa Park.
19 липня на фестивалі Strefa Inne Brzmienia (2008, Люблін, Польща) «Гайдамаки» презентували спільний проєкт з легендарним польським гуртом Voo Voo. Це відбулося рівно через рік після знайомства на перетині польсько-українського кордону під час концерту Європейський Міст — Кордон 803 (2007, Угринів-Долгобичів, Україна-Польща). Реліз альбому «Voo Voo i Haydamaky» відбувся 4 червня 2009 року у Польщі; диск було видано найбільшим у Польщі медіа-концерном «Agora» тиражем 10 тисяч, який було розпродано за два тижні. Окремок з цього альбому «Wyszła młoda» («Вийшла молода») було визнано найкращою піснею літа на Національному радіо Польщі. Гурти «Гайдамаки» та «Voo Voo» провели низку успішних спільних виступів у Польщі на підтримку альбому. В Україні диск «Voo Voo i Haydamaky» вийшов обмеженим тиражем та був представлений на фестивалі Джаз-Коктебель 2009 під час спільного виступу обох гуртів. За словами грандів польської інтелектуальної музики, що мають більше 30-ти альбомів, співпраця з «Гайдамаками» розбудила в них бажання краще пізнати свою власну культуру.

### Сіґет та Джаз-Коктебель
З травня до вересня безперервно тривали концерти літнього сезону «Гайдамаків». «Козак-рок» почули фестивалі Stare Misto (2009, Львів, Україна) та влаштований італійським радіо Volxsfesta (2009, Больцано, Італія) у південних Альпах. «Гайдамаки» виступили в Австрії на фінальному концерті культурної експедиції Linz Europe Tour (2009, Лінц, Австрія) засновника альпійського року Губерта фон Гойзерна. Vj-майстри із Сербії Желько Сердаревич та Драган Мілеусніч створили для «Гайдамаків» креативний відеоряд, без якого не обійшовся жоден масштабний концерт. Дизайнер Олеся Теліженко завершила оригінальні костюми.
Проєкт з Voo Voo став хедлайнером фестивалю Inne Brzmienia (2009, Люблін, Польща), де його було презентовано рік тому, успішно пролунав на фестивалі Wegorzewo Eko Union Rock (2009, Венгожево, Польща) та у низці клубних концертів. Виступи з грандами польської музики презентували спільний альбом VooVoo & Haydamaky, виданий 4 червня найбільшим у Польщі медіа-концерном Agora. Альбом у вигляді книжки став першим із серії престижних платівок авторського проєкту Inne Brzmienia відомого польського креатора мистецтва та менеджера Voo Voo Мірка Ольшувки. Платівка була презентована у Варшаві на урочистому святкуванні ювілею Agora. Її перший тираж розійшовся за два тижні.
В кінці липня «Гайдамаки» зіграли на FelSziget Peninsula Festival (2009, Тиргу-Муреш, Румунія), а через пару тижнів — на Головній сцені найбільшого та найпопулярнішого у Центральній та Східній Європі фестивалю Сіґет (2009, Будапешт, Угорщина). Перший в історії виступ «Гайдамаків», гурту з України, на світовій сцені такого значення і масштабу став подією для українського шоу-бізнесу та ще більше сколихнув європейський. Після Угорщини «Гайдамаки» відіграли на одній з чотирьох сцен величезного фестивалю Huntenpop (2009, Варселдер, Голландія). У проєкті з Voo Voo гурт став хедлайнером другого дня фестивалю Джаз Коктебель (2009, Коктебель, Крим, Україна) — це був яскравий, насичений тригодинний концерт, презентація спільного альбому в Україні. На барабанах «Гайдамаків» уперше грав Сергій Борисенко.

### Канада і Balkanfest
Так само вперше за історію гурту «Гайдамаки» перетнули океан. Подорож у Канаду дуже вплинула на музикантів, вразила, шокувала, розширила світогляд. Успішно пройшли концерти у найбільших містах відносного українського населення Північної Америки — Едмонтоні, Вінніпезі та Саскатоні. Там, на відстані 8 000 км від України, пісні «Гайдамаків» знали на пам'ять. Варто було взяти дві ноти, і зал шаленів, закінчити пісню — і підіймався шквал аплодисментів. Гурт став хедлайнером найбільшого українського фестивалю Північної Америки Toronto Ukrainian Festival (2009, Торонто, Канада), що, як і європейський Sziget з «Гайдамаками» на Main Stage, зібрав близько 400 000 людей. (Це були останні концерти за участі барабанщика Руслана Овраса. Свіжа кров — Сергій Борисенко — остаточно увійшов до складу команди.) По поверненню відбулися концерти у Польщі, Чехії, Німеччині, виступи українськими містами у програмі фестивалю Рок Січ (2009, Україна).
5 грудня на «Гайдамаків» чекав Палац спорту — найбільший концертний зал України, де відбувався фестиваль балканської музики Balkanfest (2009, Київ, Україна). Великий зал та по-європейськи масштабна подія допомогли гурту продемонструвати свій рівень та потенціал саме в Україні — шоу, яке влаштували «Гайдамаки», побачило кілька тисяч українців. Фестиваль завершила пісня Bubamara Еміра Кустуріци та The No Smoking Orchestra, виконана разом з «Гайдамаками» і лідером Гоголь Борделло. Виконавці влаштували на сцені Палацу масове феєричне танцювальне дійство із глядачами та музикантами.

### Сотворение Мира та інші концерти 2011 року
У квітні «Гайдамаки» провели концерт у пам'ять про Чорнобильську катастрофу, в рамках благодійного культурного марафону «Пам'ятай», метою якого було пригадати трагічні події на ЧАЕС, вказати на їх наслідки та зібрати кошти на закупівлю обладнання для Центру онкогематології і трансплантації кісткового мозку лікарні «Охмадит», де перебувають на лікуванні діти, що страждають злоякісними захворюваннями крові з усіх регіонів України.
В червні 2011 року «Гайдамаки» взяли участь у концерті пам'яті Сергія Кузьминського («Брати Гадюкіни»), заспівавши пісню Гей, Іване.
В липні того ж року «Гайдамаки» відіграли на фестивалі Андрєя Макаревича «Сотворение мира», де разом із 200 музикантами 12 країн, серед яких були фронтмен скандальних панків «Sex Pistols» Джон Лідон із проєктом «Public Image Ltd», лідер світової рок-легенди «Creedence Clearwater Revival» Джон Фоґерті, президент фестивалю Андрій Макаревич з «Оркестром креольського танго», «Би-2», Гарік Сукачов і «Неприкасаемые». Після виступу «Гайдамаків», генеральний продюсер «Сотворения мира» Сергій Міров сказав: «Хочу відзначити приголомшливу українську команду „Гайдамаки“. Це найкрутіші на сьогоднішній день представники українського року. Зараз в Україні взагалі дуже сильно розвинена сучасна музика і, як це не дивно і не прикро, набагато краще, ніж у нас».
В листопаді, в рамках проєкту «Альтернативні уроки історії», Фагот (ТНМК) і Олександр Ярмола, презентували мультимедійний урок «Карпатська Україна». Ініціатор його створення — громадська організація «Не будь байдужим!». Проєкт є відповіддю на безпідставне перекручування або скорочення сторінок історії України в нових підручниках.

### Новий склад іГоді спати!(2013)
Початок 2012 року виявився для «Гайдамаків» насиченим на знакові події. 29 січня разом із польським гуртом «Voo Voo» було відіграно спільну «золоту» музичну програму під час церемонії відкриття головної арени Польщі до Євро-2012 — Національного стадіону Варшави. «Гайдамаки» були єдиним зарубіжним колективом, запрошеним на свято відкриття.
14 лютого 2012 року Олександр Ярмола оголосив про зміни у складі гурту Колишні музиканти гурту висловилися проти того, аби Олександра Ярмоли залишив назву «Гайдамаки». Натомість Олександр Ярмола заявив, що колишні музиканти гурту не мають ніяких юридичних підстав для свого протесту.
Невдовзі «Гайдамаки» презентували перший синґл, «Дівчина з Дніпра», з майбутнього нового альбому, та оновлений склад колективу. До незмінного лідера гурту Олександра Ярмоли приєдналися відомий гітарист та саунд-продюсер Піотр «Дзікі» Ханцевіч, гітарист Андрій Слепцов, басист Дмитро Кірічок, барабанщик Дмитро Кушнір, трубач Роман Дубонос, тромбоніст Максим Бойко та акордеоніст Дмитро Мотузок.
На початку весни «Гайдамаки» презентували шанувальникам свою нову відеороботу на перший синґл майбутнього альбому — «Дівчина з Дніпра». Знімання відео відбувалося в Харкові, а режисером кліпу виступив музикант харківської гурту «Pur:Pur», за сумісництвом талановитий кліпмейкер, Євген Жебко.
10 березня польські «Pudelsi» та українські «Гайдамаки» закінчили у Кракові запис спільної пісні до Євро-2012. Пісня «Hello Euro» посіла четверту сходинку у фіналі національного пісенного конкурсу Польщі «Моя пісня для Євро».
За кілька тижнів до календарного літа, «Гайдамаки» випустили в світ другий за рахунком синґл із майбутнього альбому під назвою «Літо». У записі пісні взяла участь Саша Кольцова («Крихітка»), виконавши жіночу вокальну частину.
Протягом літа Гайдамаки інтенсивно концертують та записують альбом. Гурт вкотре підтверджує свій статус міжнародного. До праці над музичним матеріалом запрошуються іспанський гурт «Че Судака»; майстер горлового співу з Сибіру, зірка світової етно-сцени Альберт Кувезін; канадський українець Василь Попадюк; харизматичний співак Др. Нелле Карайліч (Сербія)… Восени гурт презентував наступну пісню з альбому — «Передзвони мені пізніше», та відеокліп на неї.
У середині січня 2013 року Гайдамаки знову вирушили до Польщі, цього разу на знімання кліпу на пісню «Передзвони мені пізніше», а саме на версію, записану у співпраці з молодою зіркою польської реггей-сцени Камілем Беднарком. Пісня для знімання кліпу була вибрана польським представництвом компанії ORANGE у рамках її проєкту підтримки якісної музики «Telewizja Tu i Tam», а сам процес знімання було організовано творчою командою Mania Studio з міста Колюшки, що неподалік Лодзі.
13 квітня 2013 року у концертному залі Crystal Hall у Києві відбулася Українська презентація нового альбому Годі спати!
Запис альбому зроблено у Варшаві на Медіа Студіо у відомого польського продюсера Пйотра «Дзікі» Ханцевича, з яким Гайдамаки вже співпрацювали у 2009 році.

### Євромайдан(2013)
Із початком революційних виступів на Майдані в листопаді 2013 року гурт опинився в самому вирі подій. Перший виступ гурту на Майдані відбувся в день першого великого зібрання на Європейській площі, згодом хлопці грали в ніч 30 листопада, за кілька годин до сумнозвісного побиття студентів, яке згодом сколихнуло всю Україну. Потім музиканти регулярно з'являлися на головній сцені Майдану. Вони згадуватимуть, що Майдан став для них, крім всього іншого, найбільшою аудиторією, перед якою доводилося грати — 8 грудня на Марші Мільйонів на центральній площі країни зібралося більше мільйона осіб.
Крім Києва, були також концерти на майданах в Харкові та Донецьку, під дощем, з ризиком нападу тітушок, але з тією неповторною енергетикою, якої немає на звичайних концертах.
Загалом Революція Гідності стала величезним поштовхом до творчості для Гайдамаків. Безпосередні учасники подій, не тільки як музиканти, але і як звичайні активісти, Гайдамаки прожили цю революцію до глибини душі. Мегапопулярний твір «Дерев'яні Щити», оригінальна суміш рут-реггі та хард-кору, був написаний під впливом розстрілу Небесної Сотні, аранжований за 2 години на репетиції і в той самий день зіграний на Майдані. Кліп на цю пісню швидко набирає величезну кількість переглядів в Youtube і стає однією з візитних карток гурту в революційний час.
За ініціативи лідера гурту Сашка Ярмоли найвизначніші польські артисти записали відео підтримки українській революції, яке було широко розтиражоване польськими та вітчизняними ЗМІ.

### 2014—2015— волонтерська діяльність та альбом «УкрОп»
З поступовим закінченням революції на Майдані та початком війни з Росією на сході країни, починається нова хвиля творчості та суспільної діяльності Гайдамаків. Спільно з польським DJ Cai Caslavinieri створюється твір «Аркана!», своєрідне звернення до сепаратистів, записане на основі мелодії традиційного українського танцю Аркан.
Навесні 2014 р. гурт вирушив у європейський Freedom-tour містами Австрії на Німеччини, з розповідями про Майдан, боротьбу українців та збором допомоги бійцям на фронті. Концерт у Відні публіка розпочала першою, самостійно виконавши відому вже на той час пісню «Ла-ла-ла-ла…».
У липні 2014 учасники гурту узяли участь в конференції Pop-Mind в містечку Кастр поблизу Тулузи (Франція). Гурт запросили для доповіді про роль мистецтва в політиці та революціях, як безпосередніх учасників подій на Майдані.
Влітку 2014 р. Гайдамаки, разом з іншими артистами, а саме гуртом Друга Рука, Тарута, та співачкою Ейрою, вперше вирушили в зону АТО з серією концертів для підтримки українських бійців не передовій. В той самий час записується пісня «Нашим пацанам», трохи стилістично нехарактерна для творчості «Гайдамаків». Пісня швидко стала популярною серед бійців та загалом в патріотичних колах.
Враження від першої поїздки на фронт були надзвичайними, і після того гурт ще неодноразово з'являвся в зоні АТО, і навіть на самій передовій.
Крім виступів на фронті протягом 2014—2015 років, гурт виступав також у військових шпиталях Харкова, Дніпропетровська, Одеси, Києва. Ці концерти були для музикантів надзвичайно складними морально, але справді дуже необхідними пораненим бійцям.
В жовтні 2014 року «Гайдамаки» виступили у супроводі симфонічного оркестру в центральному мюзик-холі м. Таллінна (Естонія), на благодійному концерті зі збору коштів пораненим бійцям. За один день акції було зібрано рекордну суму 182 000 євро.
Незабаром після цього до гурту звернувся військовослужбовець, прикордонник Олександр Ткачук, з пропозицією зробити музику на слова, які він написав в окопах на сході України. Так народилася пісня «УкрОп» (Український Опір). На відміну від решти
сучасних та історичних патріотичних пісень, тут немає жодної ноти печалі чи оплакування багатостраждальності українців. Натомість — це згусток позитиву, маніфест готовності нації до боротьби.
Крім слів пісні, Олександр Ткачук також є автором ідеї кліпу на та його режисером. Кліп було презентовано наприкінці грудня 2014 року в Києві, і на разі він є одним з найпопулярніших кліпів гурту «Гайдамаки» за кількістю переглядів.
На початку 2015 року у гурту накопичилося достатньо матеріалу для створення нового альбому. Він отримав назву «УкрОп», як і титульна пісня, і став 7 на рахунку гурту. До платівки увійшло 12 пісень.
Перша частина УкрОп-Туру відбулася навесні того ж року в Австрії та Німеччині. Зокрема, гурт виступив у м. Лінц (Австрія) на масштабному фестивалі DIE DONAU LEBT, особливістю якого було те, що всі гурти виступали кожен на своєму кораблі, який плавав по Дунаю, в той час, як публіка стояла на березі. Крім концертної програми, кожне шоу гурту завжди закінчувалося спілкуванням з публікою, як інструментом антипропаганди російського впливу, тому що, на жаль, досі багато німців та австрійців вважають, що в Україні воюють американські солдати!
Вже 16 квітня 2015 року відбулася гучна презентація альбому в Києві, в клубі Сентрум. Публіка дуже схвально сприйняла новий реліз від Гайдамаків. Альбом вийшов по-справжньому бойовим, потужним, дуже роковим, з нехарактерними для попередньої творчості гурту музичними рішеннями. Як сказав лідер гурту Сашко Ярмола: «Укроп — це маленька дитина, яка народилася з попелу Майдану. І ця дитина росте повільно, але нам треба мати терпіння, адже швидко ростуть тільки чужі діти».
Після київської презентації гурт вирушив у тур містами України, і найяскравішим став благодійний концерт в Маріуполі, де місцевий будинок культури зібрав просто неймовірну кількість українських патріотів.

### «Тільки любов залишить тебе живим» та «Легенда про княгиню Ольгу»
Влітку 2015 року, під час творчої сесії на студії відомого польського рок-музиканта Мацея Маленчука, виникла ідея записати спільний твір, і запросити до участі в ньому Андрія Макаревича, з яким у Сашка Ярмоли давно склалися дружні відносини. Так з'явилася пісня «Тільки любов залишить тебе живим», в якому Гайдамаки заграли і заспівали, а Маленчук та Макаревич записали по одному куплету. Пісня про мир, записана представниками Польщі, України та Росії, викликала величезний резонанс в усіх цих країнах.
2015 рік ознаменувався також участю гурту у всесвітньо відомому фестивалі Sziget в столиці Угорщини Будапешті. Гайдамаки були одним із всього трьох українських гуртів, запрошених на цей фестиваль. Крім того, був також ЗахідФест, фестиваль в Румунії, численні виступи в Польщі та Україні, багато концертів на фронті та в шпиталях.
«Гайдамаки» узяли участь у проєкті озвучення українською мовою фільму «Легенда про княгиню Ольгу» легендарного українського режисера Юрія Іллєнка. Лідер гурту Сашко Ярмола озвучив в новій версії князя Святослава, а гурт зробив свою версію пісні до фільму «Осінь літу наснилась» і на День незалежності презентував її разом з новою версією фільму в столичному кінотеатрі Київська Русь.
«Mickiewicz-Stasiuk-Haydamaky»
На початку 2018 виходить в світ новий альбом «ГАЙДАМАКІВ» — другий спільний українсько-польський альбом гурту, над яким гурт працював разом з відомим польським письменником та громадським діячем Анджеєм Стасюком — «Mickiewicz-Stasiuk-Haydamaky». Альбом був присвячений творчості великого польського поета Адама Міцкевича. Як і попередній спільний альбом «ГАЙДАМАКІВ», виданий польським медіахолдингом «АГОРА», «Mickiewicz-Stasiuk-Haydamaky» стає «золотим» в Польщі та отримує номінацію на найвищу польську музичну нагороду року «Frederik Awards».
Саундтреки та створення музики для українського кіно
З 2015 і до цього часу «ГАЙДАМАКИ» та Олександр Ярмола активно працюють у галузі українського кіно, створюючи пісні-саундтреки та музику до фільмів. Музиканти гурту беруть участь у створенні пісень до повнометражних фільмів «Легенда про княгиню Ольгу», «Червоний», «Крути 1918», серіал «Гвардія-2», «Червоний. Без лінії фронту», та музики до фільмів «Східняк», документального фільму «Ткацький Шлях», та інших.

### 2016—нині
У 2019 «ГАЙДАМАКИ» створюють акустичну виставу «Думи про Рок» — театралізовану акустичну програму, що складається з давно відомих та нових пісень гурту, яку презентують у історико-архітектурному заповіднику «Софія Київська».
Олександр Ярмола знімається в кіно (фільм Зази Буадзе та Тараса Ткаченка «Червоний. Без лінії фронту»). Під час локдауну у зв'язку з пандемією «COVID-19» гурт багато працює в студії, де створює, крім вже згаданого саундтреку «Чорними Хмарами» до фільму «Червоний. Без лінії фронту», пісні «Лицар» (присвячену загиблому у 2016 році на Донбасі герою українсько-російської війни, відомому оперному співаку Василю Сліпаку), «Дума про полковника Петра Болбочана» та «Карпатська Січ». Гурт бере участь у зніманні кліпів до цих пісень. Олександр Ярмола разом з групою художників «Sacred Arts» бере участь у створенні художнього муралу, присвяченому Василю Сліпаку у Львові.
Піснею «ДЕНЬ» долучився до акції «Так працює пам'ять», присвяченої пам'яті Данила Дідіка і всім, хто віддав життя за незалежність України.
Наприкінці 2020 «ГАЙДАМАКИ» розпочали роботу над записом нової програми пісень на вірші поетів Українського Розстріляного Відродження «Тріумф Слова». У 2023 році відбулася презентація альбому.

## Склад
- Олександр Ярмола — спів, сопілка, коса, вірші, музика (з 1993)
- Олексій Курбаков — бас (з 2020)
- Олег Ломаковський — ударні (з 2018)
- Андрій Слєпцов — гітара (з 2012)
- Роман Дубонос — труба (з 2012)
- Максим Бойко — тромбон (з 2012)

Гурт неодноразово переживав трансформацію та колишні музиканти гурту продовжують справу у інших проєктах, таких як: «Свята Ватра», «Свобода», «Козак Систем» та «Арт Молдова».

### Колишні учасники гурту
- Вадим «Кактус» Прудніков — спів, вірші (1991)
- Андрій Різоль — труба (1991), директор гурту (1991—?)
- Максим Степанов — флейта (1991)
- Юрій Кондратьєв — гітара (1991)
- Костянтин Сандалов — бас (1991)
- Дмитро Мельниченко — спів (1992)
- Богдан Главацький — гітара (1995)
- Дмитро Шалімов — гітара, музика (1991—1998)
- Владислав Гримальський — клавішні, музика, звукорежисер (1991—2004 або 2005)
- Руслан Оврас — ударні (1991—2009)
- Володимир Шерстюк — бас, дримба, спів (1992—2012)
- Іван Леньо — акордеон, цимбали, клавішні, міді, спів (1996—2012)
- Руслан Трочинський — тромбон (1999—2004)
- Владислав Павлов — гітара (2001—2002)
- Олександр «Дем» Дем'яненко — гітара, мандоліна (2002—2012)
- Сергій Браварнюк — перкусія (2004—2006)
- Євген «Хайдук» Дідик — труба, флюгельгорн (2004—2009)
- Олександр «Чарка» Чаркін — тромбон (2008—2012)
- Сергій «Сол» Соловій — труба (2009—2012)
- Сергій «Боріска» Борисенко — ударні (2009—2012)
- Дмитро Мотузок — акордеон (2012—2013)
- Пйотр «Дзікі» Ханцевич — гітара (2012), саунд-продюсер (2009, 2013)
- Дмитро Кірічок — бас (2012—2017)
- Володимир Фесюн — бас (2017—2020)
- Дмитро Кушнір — ударні (2012—2018)

## Дискографія

### Альбоми
- Гітари, серця, гранати (1996)
- No One Comprehends [Архівовано 25 січня 2017 у Wayback Machine.] (1998)
- Гайдамаки (2001)
- Богуслав (2004)
- Перверзія (2005)
- Ukraine Calling (2006)
- Кобзар (2008)
- Voo Voo i Haydamaky (4 червня 2009, Польща)
- Годі спати! (2013)
- УкрОп (2015)

### Сингли
- Kobzar-prolog (2008)
- Kobzar (2008) (промо)
- Wyszła młoda (2009)

## Відео-кліпи
| Рік  | Пісня                                                                   | Режисер                         | Альбом              |
| ---- | ----------------------------------------------------------------------- | ------------------------------- | ------------------- |
| 2001 | Полісся                                                                 | Віктор Придувалов               | Гайдамаки           |
| 2004 | Богуслав                                                                | Олесь Санін                     | Богуслав            |
| 2005 | Кохання                                                                 | Тарас Химич                     | Перверзія           |
| 2006 | Божествена Тромпіта                                                     | Тарас Химич                     | Перверзія           |
| 2007 | Message to people                                                       | Тарас Химич                     | Кобзар              |
|      | Роса                                                                    | Віктор Придувалов               | Кобзар              |
|      | Ефір                                                                    | Віктор Придувалов               | Кобзар              |
|      | Маланка                                                                 | Студія «Червона собака»         | Кобзар              |
|      | Чотири двори                                                            | Антон Комяхов                   | Кобзар              |
|      | Мені здається                                                           | Сергій Волков                   | Кобзар              |
| 2009 | Wyszła młoda ft. VOO VOO                                                | Jah Paszkowski                  | VOO VOO i Haydamaky |
| 2012 | Дівчина з Дініпра                                                       | Євген Жебко                     | Годі Спати          |
| 2012 | Please call me later                                                    | Генрі Ліпатов                   | Годі Спати          |
| 2013 | Please call me later ft.Kamil Bednarek                                  | Mariusz Winkiel                 | Годі Спати          |
| 2013 | Гей, Іване                                                              | Mariusz Winkiel                 | Годі Спати          |
| 2013 | Літо                                                                    | Євген Жебко                     | Годі Спати          |
| 2013 | Загін не помітив втрати бійця                                           | Cai Caslavinieri                |                     |
| 2014 | Укроп                                                                   | Олександр Ткачук                | Укроп               |
| 2014 | Дерев'яні щити                                                          | Константин Михайлов             | Укроп               |
| 2014 | Аркана!                                                                 | Анна Цигима                     | Укроп               |
| 2014 | Нашим пацанам                                                           | Міша Хайкін                     | Укроп               |
| 2015 | У відкрите небо                                                         | Константин Михайлов             | Укроп               |
| 2015 | Співай, соловей (Remix)                                                 | Cai Caslavinieri                | Укроп               |
| 2015 | Осінь літу наснилася                                                    | Юрій Іллієнко                   |                     |
| 2015 | Тільки Любов Залишить Тебе Живим ft.Андрей Макаревич, Maciej Maleńczuk  | Віктор Придувалов               |                     |
| 2017 | Дощ ft. Тоня Матвієнко                                                  | Сергій Погребняк                |                     |
| 2017 | Не Ходи За Мною                                                         | Олег Борщевський                |                     |
| 2018 | Червона Калина ft. Тоня Матвієнко                                       | Анастасія Єрмоленко             |                     |
| 2019 | Inwokacja ft. Andrzej Stasiuk, Mamadou Diouf, Adeb Hamon, Vital Ryzhkou | Bogusław Byrski, Grzegorz Stech |                     |
| 2020 | Лицар                                                                   | Віктор Придувалов               |                     |

## Найбільші фестивалі та концерти за участі гурту
- Україна:

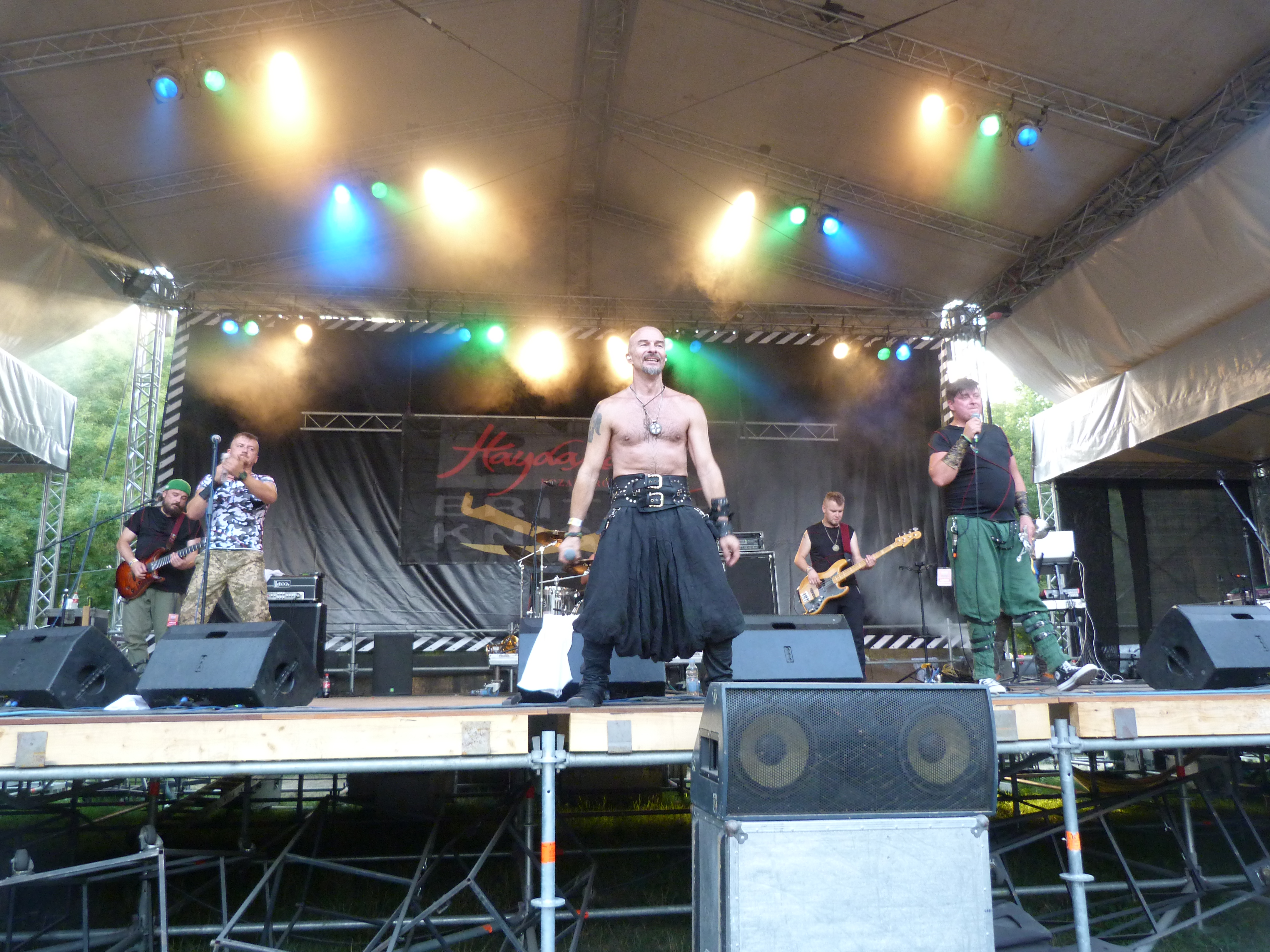

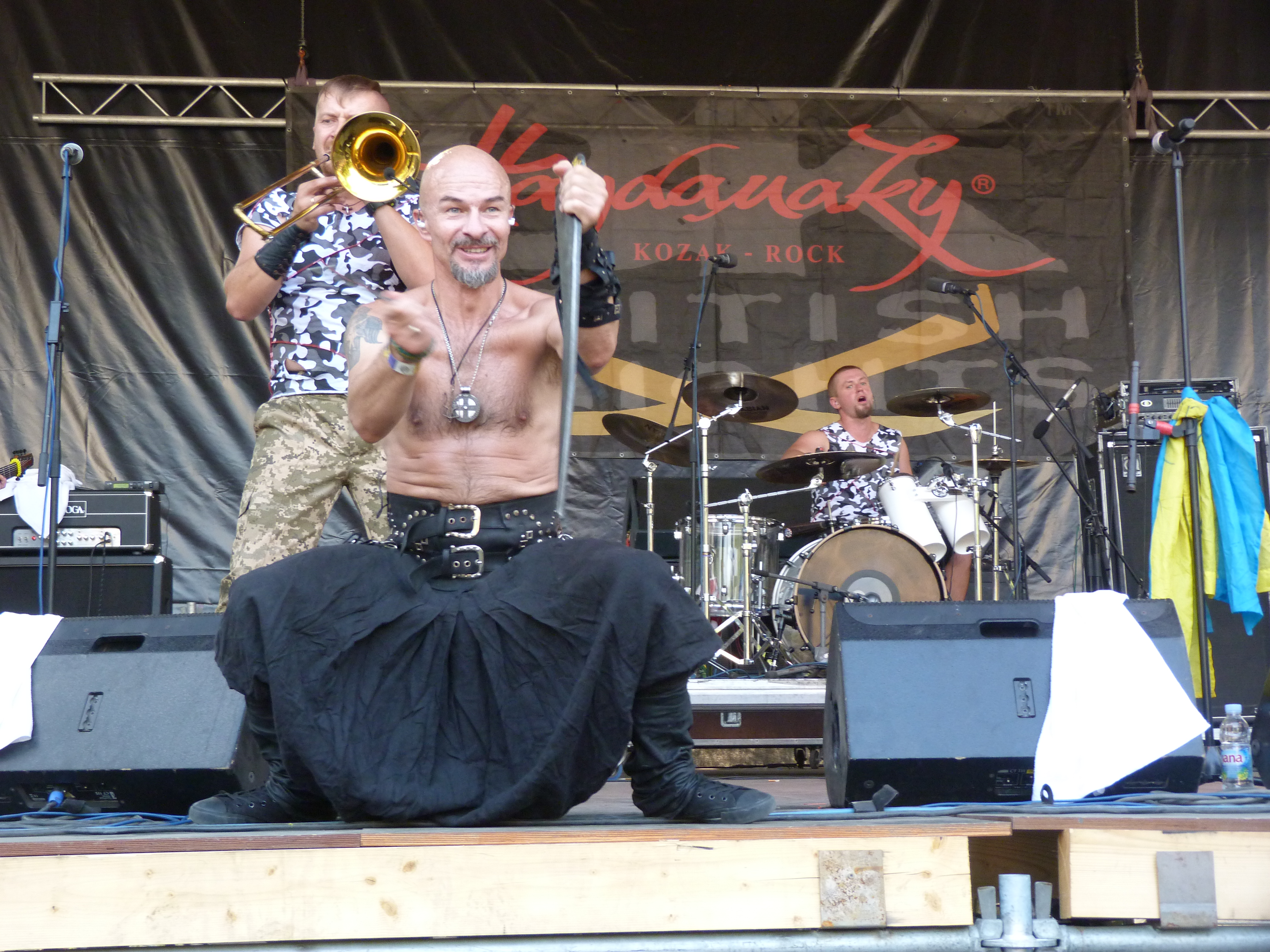

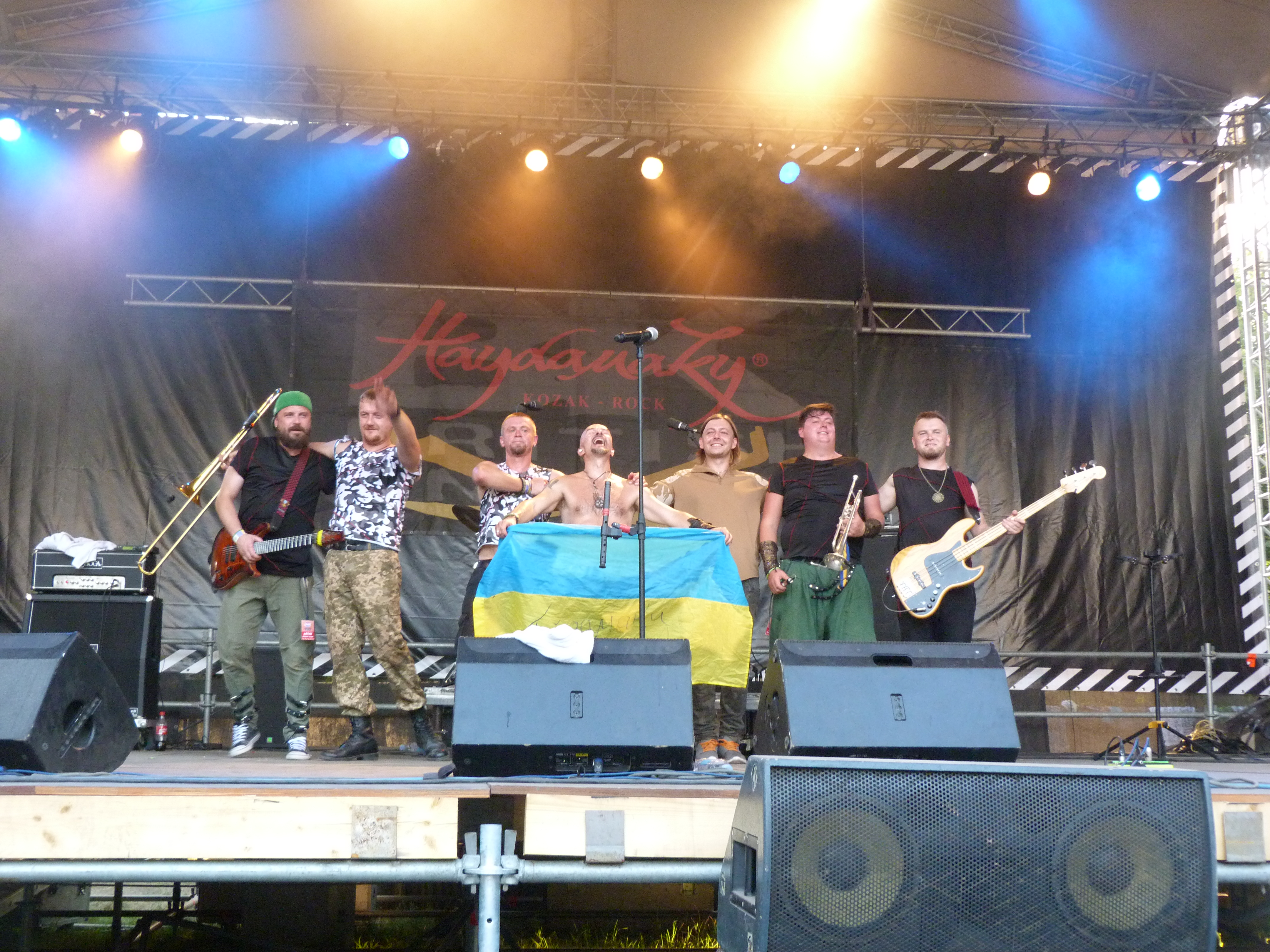

  - «Червона рута» (лауреат фестивалю, 2-ге місце),
  - «Альтернатива» (Львів), «Рок-екзистенція» (Київ, 1997—2002),
  - «Слухай українське» (Львів, 2002),
  - «Таврійські ігри» (2003),
  - «Мазепа-фест» (Полтава, 2004, 2007),
  - «Шешори» (2004, 2005),
  - «Країна Мрій» (2005)
  - «Франко-фест» (Нагуєвичі, 2012),
  - «Захід» (2015)
- Польща:
  - Українсько-польський фестиваль молоді (Варшава, 1998),
  - Лемківська Ватра (1998, 2001, 2002),
  - Міжнародний фольк-рок фестиваль у Кротошині (1999),
  - Українсько-польський фестиваль культури (Люблін, 2002),
  - «Прикордонні зустрічі/Глембоцьк-2002»,
  - «Підляська осінь 2002» (Більськ Підляський/Білосток),
  - «Spotkania Folkove» (Cheremsha, 2003),
  - «Eurofolk» (Sanok, 2003),
  - «FolkFiesta» (Zabkovice, 2004),
  - «Reggae&DUB festival» (Bielava, 2004),
  - «Przystanek Woodstock» (2005, 2013).
- Німеччина:
  - «Толерант-Бранденбурґ» (Бранденбурґ, 1999),
  - «TFF Rudolstadt» (2003).
  - 59-й міжнародний кінофестиваль Berlinale (2009, Берлін)
- Словаччина:
  - Міжнародний фестиваль «Pohoda» (Тренчин, 2001, 2002),
  - спільний концертний тур із зіркою європейського hip-hop та drum'n'bass «Asian Dub Foundation» (2001),
  - Міжнародний фестиваль «Barbakan» (Bánská Bystrica, 2001),
  - «Svatoursky Ramus» (Svaty Jur, 2004),
  - «Hodokvas festival» (Piezenok, 2004).
- Чехія:
  - Міжнародний фестиваль «Litoměřický Kořen» (2001, 2002),
  - Міжнародний фестиваль «Альтернатива» (Прага, 2001),
  - Міжнародний фестиваль «Barevná Planeta» (Ústí n. Labem, 2001),
  - сольний концерт — клуб Akropolis (Прага, 2003),
  - Міжнародний фестиваль «Colors of Ostrava» (Острава, 2004).
- Росія:
  - «Правила хорошего тона» (Москва, 2001),
  - «Манифест-Поколение» (Москва, 2001),
  - «Сотворение мира» (Казань,2011)
- Румунія:
  - «Fotbal si muzica» (Бухарест, 2002).
  - «Félsziget» (Тиргу-Муреш, 2009).
- Естонія:
  - Міжнародний фестиваль «Parismuusika Festival» (Viljandi, 2003),
  - сольні концерти: Тарту, Таллінн (2004),
  - фестиваль «BaltoScandal» (Rakvere, 2004).
- США:
  - «Soyuzivka Festival» (2010)
- Угорщина:
  - «Sziget Festival» (2009, 2015)
- Сербія:
  - «Kustendorf Film & Music Festival» (2009, Кустендорф)
- Голландія:
  - Lowlands (2008, Біддінхайзен)
- Іспанія:
  - Reperkussion (2013,Галіція)
- Італія:
  - «Volxsfesta» (2009, Больцано)
- Канада:
  - «Toronto Ukrainian Festival» (Торонто, 2009).